# Tour de France 2018/3. Etappe
Die 3. Etappe der Tour de France 2018 fand am 9. Juli 2018 statt. Die Etappe wurde als Teamzeitfahren über 35,5 Kilometer mit Start und Ziel in Cholet ausgetragen.
Tagessieger wurde das BMC Racing Team des Richie Porte. Sein Teamkollege Greg Van Avermaet übernahm das Gelbe Trikot. Mit vier Sekunden Rückstand wurde das Team Sky des Vorjahressiegers Chris Froome Zweiter. Quick-Step Floors verteidigte als Tagesdritter mit 7 Sekunden Rückstand die Führung in der Mannschaftswertung (Tour de France), jedoch verlor Fernando Gaviria das Weiße Trikot an Søren Kragh Andersen (Team Sunweb mit Tom Dumoulin, 5. und 11 Sekunden Rückstand), da er das Tempo seiner Mannschaft nicht halten konnte. Ebenfalls das Tempo seiner Mannschaft konnte der bisherige Gesamtführende Peter Sagan nicht halten, dessen Bora-hansgrohe-Team Siebter mit 50 Sekunden Rückstand wurde. Von den weiteren Favoriten für die Gesamtwertung verloren unter anderem Adam Yates (Mitchelton-Scott, 4.) neun Sekunden, der Vorjahreszweite Rigoberto Urán (EF Education First-Drapac powered by Cannondale, 6.) 35 Sekunden, Nairo Quintana (Movistar Team, 10.) 54 Sekunden, Vincenzo Nibali (Bahrain-Merida, 11.) 1:06 Minuten und Romain Bardet (Ag2r La Mondiale, 12.) 1:15 Minuten.
Das Etappenergebnis ergab sich nach dem Reglement aus der Zeit des vierten Fahrers des Teams im Ziel. Für die Mannschaftswertung wurde diese Zeit mit vier multipliziert. Die ersten vier Fahrer des Teams erhielten in der Gesamtwertung die Zeit der Mannschaft; die übrigen Fahrer die tatsächlich gefahrene Zeit.